# 마르코 페레리
마르코 페레리(Marco Ferreri, 1928년 5월 11일 ~ 1997년 5월 9일)는 이탈리아의 영화 감독, 영화 각본가, 배우이다.

## 출연 작품
- 더 하우스 오브 스마일 (1991)
- 해변의 침실 (1991)
- 더 퓨쳐 이즈 우먼 (1984)
- 피에라 이야기 (1983)
- 어느 시인의 사랑 (1981)
- 바이 바이 몽키 (1978)
- 더 라스트 우먼 (1976)
- 돈 터치 더 화이트 우먼 (1974)
- 그랑 부프 (1973)
- 리자 (1972)
- 디 어디언스 (1971)
- 딜링거 이즈 데드 (1969)
- 인간의 자손 (1969)
- 동풍 (1969)
- 돼지우리 (1969)
- 브레이크 업 (1965)
- 디 에이프 우먼 (1964)
- 카운터섹스 (1964)
- 부부의 침대 (1963)
- 더 리틀 아파트먼트 (1959)